# Szeptember 23.
Szeptember 23. az év 266. (szökőévben 267.) napja a Gergely-naptár szerint. Az évből még 99 nap van hátra.
Névnapok: Tekla + Ila, Ildikó, Ilona, Ilonka, Ilus, Krizosztom, Lina, Linett, Linetta, Líviusz, Őszike, Telma
Ez a nap az őszi (a déli félgömbön a tavaszi) nap-éj egyenlőség napja és az ősz (a déli félgömbön a tavasz) kezdete: ezen a napon az éjjelek és a nappalok a Föld minden pontján egyforma hosszúak. A nap-éj egyenlőség a naptárrendszer miatt szeptember 22-ére is eshet.

## Események
- 1122 – A wormsi konkordátum értelmében V. Henrik német-római császár elismeri az egyház jogát arra, hogy a főpapokat az illetékes egyházi testületek választhassák meg.
- 1461 – A Blore Heath-i csatában York győzelem születik.
- 1846 –  Johann Galle, a berlini obszervatórium csillagásza a francia Urbain Le Verrier által küldött számítási eredmények és az Uránusz mozgásából levezetett pályaperturbáció alapján megtalálta a Neptunusz bolygót.
- 1848 – Jellasics tábornokkal való eredménytelen tárgyalásai után István nádor Bécsbe távozik, és lemond nádori tisztéről.
- 1862 – II. Radamát és főfeleségét, Rabodo(zanakandriana) királynét Antananarivóban Madagaszkár királyává és királynéjává koronázzák.
- 1889 – Jamaucsi Fuszadzsiró megalapítja a Nintendót
- 1923 – Primo de Rivera katonai diktatúrát vezet be Spanyolországban.
- 1924 – Az I. Filatelista Nap rendezőbizottsága engedélyt kap a Budapest–Esztergom közötti légipostajárat elindítására.
- 1924 – A német birodalmi kormány az ország felvételét kéri a Nemzetek Szövetségébe.
- 1938 –  A New York-i világkiállításon elássák az első Westinghouse időkapszulát, melynek tervezett kinyitási ideje 6939.
- 1941 – Az első gázkamra-kísérlet Auschwitz-ban.
- 1944 – A szovjet hadsereg Battonyánál átlépi a magyar határt.
- 1944 – Brit-amerikai légitámadás a bajai Duna-híd ellen. A hídszerkezet egy része leszakad, és a folyóba zuhan.
- 1949 – Harry S. Truman amerikai elnök bejelenti, hogy a Szovjetunió augusztus végén atombomba-kísérletet hajtott végre.
- 1951 – Budapesten Rákosi Mátyás utasítására felrobbantják a Városliget szélén álló Regnum Marianum templomot.
- 1962 – Az Omega együttes első koncertje.
- 1965 – Az Ikarus székesfehérvári üzemében elkészül az első hazai alumínium autóbusz.
- 1969 – Végrehajtják az első föld alatti atomrobbantást a Kínai Népköztársaságban.
- 1972 – Pest, Buda és Óbuda egyesítésének 100. évfordulóján emlékművet avatnak a Margit-szigeten.
- 1973 – Juan Peron visszatér Argentínába.
- 1976 – Lengyelországban a nyári munkásmegmozdulásokat követően megalakul a KOR (Munkásvédelmi Bizottság), az első kelet-közép-európai alternatív szervezet, amely működése alapjául az emberi jogok egységokmányára hivatkozik.
- 1980 – Az iraki szárazföldi csapatok átlépik az iraki-iráni határt.
- 1983 – Felhívást tesznek közzé Magyarországon: "Épüljön fel az új Nemzeti Színház!"
- 1986 – A Szovjetunió szabadon engedi a kémkedéssel vádolt amerikai újságírót, Nicholas Daniloffot.
- 1991 – Az Alkotmánybíróság a magyar köztársasági elnök jogköréről megállapítja, hogy a hadsereg vezetése békeidőben nem a köztársasági elnök feladata. A Magyar Televízió és Magyar Rádió vezetőinek kinevezését és leváltását illetően az államfőnek csak a demokráciát veszélyeztető esetekben van mérlegelési joga.
- 2000 – Ittzés János dunántúli evangélikus püspök és Dr. Weltler János egyházkerületi felügyelő beiktatása a győri evangélikus Öregtemplomban. Ezzel újjászületik az 1952-ben felszámolt Dunántúli Evangélikus Egyházkerület.
- 2002 – Belgiumban életbe lép az eutanáziáról szóló törvény.

## Sportesemények
Formula–1
- 1973 –  kanadai nagydíj, Mosport Park - Győztes: Peter Revson  (McLaren Ford)
- 1990 –  portugál nagydíj, Estoril - Győztes: Nigel Mansell  (Ferrari)
- 2012 –  szingapúri nagydíj, Szingapúr - Győztes: Sebastian Vettel  (Red Bull Renault)

Labdarúgás
- 2022 – Férfi válogatott mérkőzés: Németország és Magyarország között a Red Bull Arénában, Lipcsében a 2022–2023-as UEFA Nemzetek Ligájának A ligájában

## Születések
- I. e. 484 – Euripidész görög író († I. e. 406)
- I. e. 63 – Octavianus (Augustus Caesar), az első római császár († i. sz. 14)
- 1215 – Kubiláj mongol nagykán és kínai császár († 1294)
- 1434 – Jolanda francia királyi hercegnő, VII. Károly francia király leánya.(† 1478)
- 1555 – Louise de Coligny grófnő, Gaspard de Coligny hugenotta gróf leánya, utóbb orániai hercegné († 1620)
- 1598 – Gonzaga Eleonóra mantovai hercegnő, német-római császárné magyar és cseh királyné, II. Ferdinánd felesége († 1655)
- 1713 – VI. Ferdinánd spanyol király († 1759)
- 1759 – Mária Klotild francia királyi hercegnő, XVI. Lajos francia király húga, IV. Károly Emánuel szárd–piemonti király felesége († 1802)
- 1781 – Julianna szász–coburg–saalfeldi hercegnő házassága révén Anna Fjodorovna Romanova néven orosz nagyhercegné († 1860)
- 1791 – Johann Franz Encke német csillagász. Kiszámította a Nap-Föld távolságot († 1865)
- 1829 – II. Radama madagaszkári király († 1863)
- 1853 – Mária Erzsébet szász-meiningeni hercegnő, II. György szász-meiningeni herceg leánya († 1923)
- 1855 – Ellen Fries svéd történetírónő († 1900)
- 1856 – Karl Krumbacher német filológus, a korszerű bizantinológia megalapítója, az MTA tagja († 1909)
- 1861
  - Draga Mašin szerb királyné († 1903)
  - Robert Bosch német gyáros († 1942)
- 1865 – Báró Orczy Emma magyar szárm. angol regényírónő („A Vörös Pimpernel”) († 1947)
- 1872 – Szolomija Amvroszijivna Kruselnicka ukrán operaénekes, zenepedagógus  († 1952)
- 1872 – Richter Gedeon magyar vegyész, gyógyszergyáros († 1944)
- 1880 – Lord John Boyd-Orr of Brechin Nobel-békedíjas angol tudós († 1971)
- 1883
  - Gundel Károly magyar vendéglős, gasztronómiai szakíró , Gundel János fia († 1956)
  - Grigorij Jevszejevics Zinovjev (er. Ovszej-Gerson Aronovics Radomiszlszkij), ukrán származású bolsevik forradalmár, szovjet politikus, ideológus († 1936)
- 1889 – Amédée Gordini francia autóversenyző († 1979)
- 1890 – Friedrich Paulus német tábornagy, a sztálingrádi csata vesztese († 1957)
- 1893
  - Boér Ágoston magyar földbirtokos, követségi titkár, országgyűlési képviselő († ?)
  - Simon Ferenc magyar gazdálkodó, országgyűlési képviselő († 1951)
- 1897 – Veriko Andzsaparidze szovjet, grúz színésznő († 1987)
- 1901
  - Nikolits Mihály magyar köztisztviselő, 1938–1945 között pécsi, 1943–1945 között Baranya vármegyei főispán, mozgósítási kormánybiztos († 1992)
  - Szabó Károly gazdálkodó, gőzmalom-tulajdonos, országgyűlési képviselő († ?)
- 1907 – Duarte Nuno Braganza hercege († 1976)
- 1909 – Móricz Virág magyar regényíró, Móricz Zsigmond leánya († 1995)
- 1913 – Tarics Sándor olimpiai bajnok vízilabdázó, építészmérnök († 2016)
- 1915 – Kaszab Zoltán entomológus, talajbiológus, az MTA tagja, 1970–1985 között a Magyar Természettudományi Múzeum főigazgatója († 1986)
- 1916 – Aldo Moro olasz kereszténydemokrata politikus, miniszterelnök († 1978)
- 1917 – Németh Imre olimpiai bajnok magyar kalapácsvető, sportvezető († 1989)
- 1919 – Ubrizsy Gábor magyar növénypatológus, mikológus († 1973)
- 1920 – Mickey Rooney amerikai színész („Erik a viking”, „Babe”) († 2014)
- 1926 – Henry Silva amerikai színész († 2022)
- 1928 – Alföldi László magyar geológus († 2015)
- 1930 – Ray Charles (er. Ray Charles Robinson) amerikai dzsessz-, blues- és popénekes († 2004)
- 1938 – Romy Schneider (er. Rosemarie Magdalena Albach), osztrák születésű francia színésznő († 1982)
- 1942 – Mecser Lajos magyar atléta, sokszoros csúcstartó hosszútávfutó
- 1943 – Julio Iglesias spanyol születésű énekes
- 1944 – Dévai Péter magyar színész
- 1945 – Pálos Zsuzsa magyar színésznő
- 1949 – Bruce Springsteen („Főnök”), amerikai énekes, gitáros.

- 1951
  - Tőkéczki László Széchenyi-díjas magyar történész († 2018)
  - Vinkó József magyar újságíró, dramaturg

- 1959 – Jason Alexander, amerikai színész, humorista, rendező
- 1960 – Kőszegi Ákos Jászai Mari-díjas magyar színész
- 1968 – Horváth Mariann hatszoros világbajnok és kétszeres Európa-bajnok magyar párbajtőrvívó, sportkommentátor
- 1971 – Cseke Katinka magyar színésznő
- 1973
  - Siti Beáta válogatott kézilabdázó, kézilabdaedző
  - Varga Szabolcs magyar színész
- 1978 – Anthony Mackie amerikai színész
- 1982 – Ligeti Kovács Judit magyar színésznő
- 1984 – Csórics Balázs magyar színész
- 1986 – Eduarda Amorim Taleska világbajnok brazil kézilabdázó
- 1990 – Rátonyi Krisztina Junior Prima-díjas magyar műsorvezető
- 1996 – Tóth Gabriella magyar válogatott kézilabdázó

## Halálozások
- 855 – I. Lothár Itália királya (818 – 855) (* 795)
- 1253 - I. Vencel cseh király (* 1205)
- 1461 – James Tuchet, Audley bárója, a Lancasterek vezére a Blore Heath-i csatában
- 1508 – Aragóniai Beatrix I. Mátyás magyar király második felesége (* 1457)
- 1582 – III. Louis Montpensier hercege, francia hadvezér. (* 1513)
- 1812 – Rájnis József költő, bölcseleti és teológiai doktor, tanár, műfordító (* 1741)
- 1835 – Vincenzo Bellini olasz zeneszerző (* 1801)
- 1847 – Sztrokay Elek katonatiszt, hadtudományi író (* 1818)
- 1861 – Brunswick (Brunszvik) Teréz az első magyarországi óvodák ("Kisdedóvó"-k) megalapítója (* 1775)
- 1869 – Johann Georg von Hahn osztrák diplomata, filológus, albanológus (* 1811)
- 1870 – Prosper Mérimée francia regényíró (* 1803)
- 1877 – Urbain Le Verrier francia matematikus, az égi mechanika specialistája (* 1811)
- 1882 – Friedrich Wöhler német kémikus (* 1800)
- 1896 – Ivar Aasen norvég nyelvtudós, költő (* 1813)
- 1912 – Mária Terézia spanyol infánsnő XII. Alfonz spanyol király és Habsburg Mária Krisztina főhercegnő kisebbik lánya (* 1882)
- 1929 – Zsigmondy Richárd magyar származású Nobel-díjas kémikus (* 1865)
- 1933 – Almásy György magyar utazó, Ázsia-kutató, állattani és néprajzi gyűjtő, Almásy László Afrika-kutató édesapja (* 1867)
- 1939 – Sigmund Freud osztrák orvos, pszichiáter, neurológus (* 1856)
- 1951 – Simon Ferenc magyar gazdálkodó, országgyűlési képviselő (* 1893)
- 1959 – Mocsáry Ödön földbirtokos, országgyűlési képviselő (* 1900)
- 1968 – Pio atya olasz stigmatizált (* 1887)
- 1970 – Bourvil (er. André Robert Raimbourg) francia színész (* 1917)
- 1973 – Pablo Neruda Nobel-díjas chilei költő, (* 1904)
- 1978 – Dr. Durkó Antal gimnáziumi tanár, múzeumigazgató (* 1890)
- 1982 – Dobozy Imre Kossuth-díjas író, újságíró (* 1917)
- 1987 – Bencsik Sándor magyar rockzenész, gitáros (* 1952)
- 1987 – Bob Fosse amerikai táncos, koreográfus, filmrendező (* 1927)
- 1996 – Kárpáti Károly olimpiai bajnok magyar birkózó (* 1906)
- 1999 – M. Horváth József Jászai Mari-díjas magyar színész, a Gárdonyi Géza Színház örökös tagja (* 1945)
- 2006 – Pege Aladár Liszt- és Kossuth-díjas magyar dzsessz-zenész (nagybőgős), érdemes művész, zeneszerző (* 1939)
- 2020 – Verebély Iván Jászai Mari-díjas magyar színész (* 1937)
- 2020 – Juliette Gréco francia színésznő, sanzonénekes (* 1927)
- 2022 – Louise Fletcher, Oscar-díjas amerikai színésznő (* 1934)

## Nemzeti ünnepek, emléknapok, világnapok
- 1932-ben nyilvánították önálló királysággá Szaúd-Arábiát